# 川端快彰
川端 快彰（かわばた よしあき、3月3日 - ）は、日本の男性声優。兵庫県神戸市出身。

## 略歴
アドヴァンスプロモーションを経て、2021年3月末まではホーリーピークに所属。フリーを経て、2022年4月1日よりリマックスに所属。

## 人物
趣味はカラオケ、ラーメン屋めぐり。特技はサッカー、水泳、野球。

## 出演
太字はメインキャラクター。

### テレビアニメ
2016年
- クロムクロ（オペレーターB、警備員、市民、酒井）
- あまんちゅ!（男子B）

2017年
- 青の祓魔師 京都不浄王篇 （門徒、祓魔師、鳴海）
- 天使の3P!（中学教師）

2023年
- 陰の実力者になりたくて! 2nd season（教団員）

2024年
- アンデッドアンラック（客）
- ただいま、おかえり（解説者）
- WIND BREAKER
- ニンジャラ（村人）
- チ。-地球の運動について-（審問官）
- 青のミブロ（2024年 - 2025年、刺客、町人）

2025年
- どうせ、恋してしまうんだ。
- BanG Dream! Ave Mujica（パパラッチ）
- トリリオンゲーム（オサバキ）
- 鬼人幻燈抄（男）
- SAKAMOTO DAYS（男）

### 劇場アニメ
- コードギアス 奪還のロゼ（2024年、市民）

### ゲーム
2014年
- 海賊ファンタジア
- 戦場のウエディング

2015年
- 東京ファントム

2016年
- デモンゲイズ2（キャニス）

2017年
- 死印（真下悟、バンシー伊東、山下大輔）
- ファイトリーグ（避球児 ウルヴァリン、マモル・ヒューストン）

2018年
- モンスターハンター：ワールド（竜人族のハンター）
- メタルマックス ゼノ（ディラン）
- NG（鬼島空良）

2020年
- ライフ イズ ストレンジ2（エステバン・ディアス）
- モンスターストライク（モスマン）

2021年
- ぷよぷよ!!クエスト（ロキアー）

2022年
- 死噛 〜シビトマギレ〜（真下悟、近衛聖造）

2023年
- 龍が如く7外伝 名を消した男

2024年
- ゴブリンスレイヤー -ANOTHER ADVENTURER- NIGHTMARE FEAST
- ヘブンバーンズレッド（その他）

### 吹き替え
2015年
- ザ・カプセル　米英ソ大攻防戦（ブラバム 他）
- 湿地（オルン）

2016年
- ファイトクラブ・レディズ（ボビー）

2017年
- 愛・ビート・ライム ※Netflix版
- プリズン・エクスペリメント（アーヴィング）
- ラプチャー 破裂（トミー）
- ジェーン・ザ・ヴァージン シーズン3（デニス 他）
- LOCK DOWN ロックダウン（カール）

2018年
- ウォーキング・ウィズ・エネミー/ナチスになりすました男（ラヨシュ、アダム〈青年〉 他）
- オー・マイ・クムビ

2021年
- オペレーション・ウルフ（ウー・ヨウ〈シー・カイユ〉）
- 21ブリッジ（ブッシュ）